# Narząd ruchu
Narząd ruchu, układ ruchu (łac. motorium) – część organizmu odpowiadająca za utrzymanie postawy i wykonywanie ruchów.
Ze względu na budowę i właściwości narząd ruchu człowieka dzielimy na:
- Układ szkieletowy (część bierna) składający się z:
  - kości
  - połączeń międzykostnych:
    - a) wolnych, czyli stawów wraz z ich elementami dodatkowymi
    - b) ścisłych połączeń międzykostnych (więzozrosty, chrząstkozrosty i kościozrosty)

- Układ więzadłowy

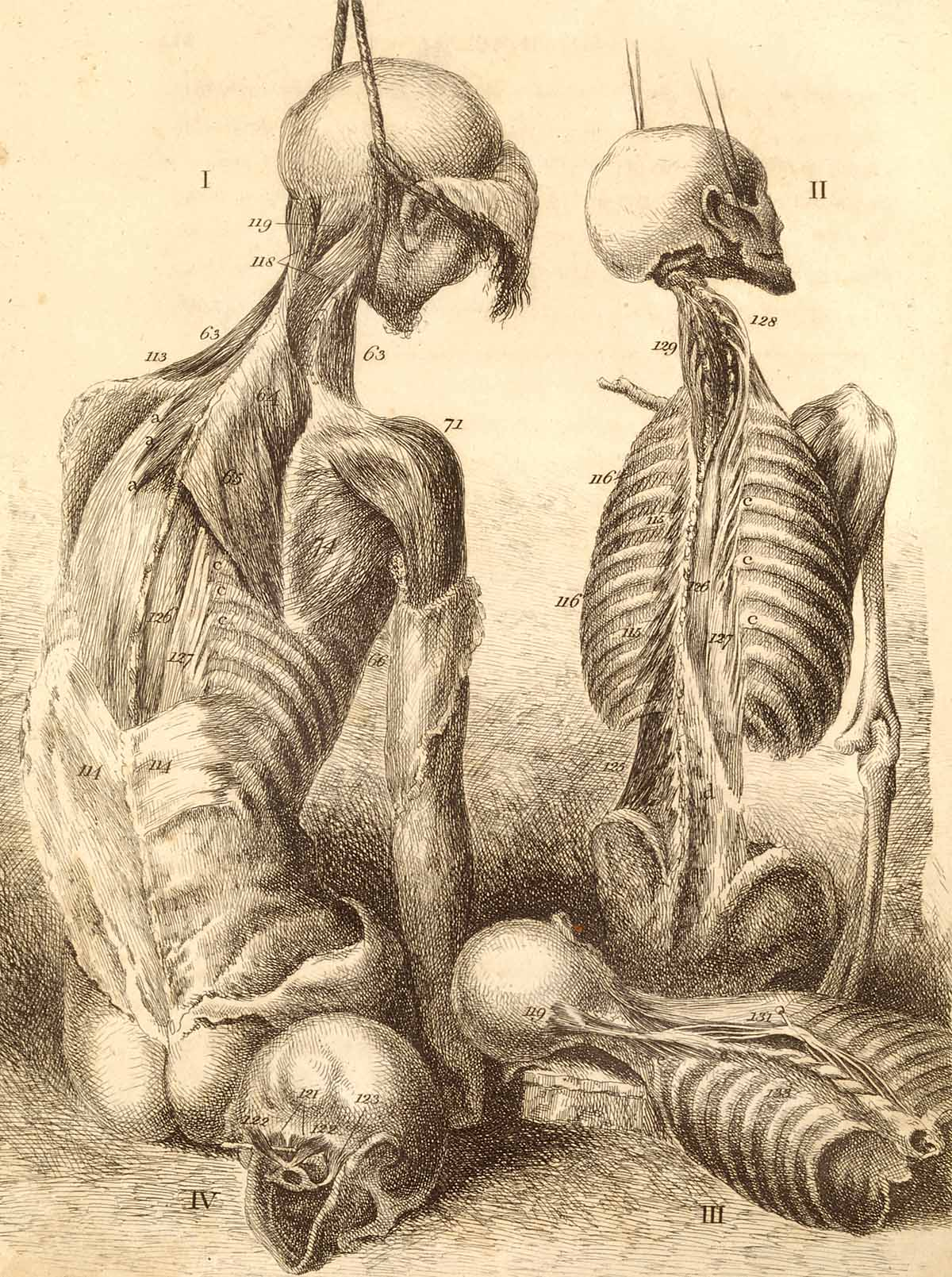

- Układ mięśniowy (część czynna – obdarzona zdolnością kurczenia się), czyli mięśnie i ich ścięgna.

W nieco szerszym znaczeniu, to również znajdujące się w nich receptory, oraz część układu nerwowego, sterująca jego czynnością. 
Ogólnie można powiedzieć, że wymienione układy tworzą w ciele człowieka skomplikowany system dźwigni, dzięki któremu możemy:
- zmieniać położenie całego ciała (wykonywać ruchy lokomocyjne)
- zmieniać ułożenie części ciała względem siebie, na przykład zgiąć rękę lub nachylić głowę
- utrzymać odpowiednią postawę ciała, co ma dla nas szczególne znaczenie, ponieważ jesteśmy istotami dwunożnymi
- znacznie osłabiać skutki działania różnego rodzaju przeciążeń, na przykład w trakcie wykonywania gwałtownych ruchów.

Nauka o anatomii prawidłowej człowieka opisuje systematycznie poszczególne elementy anatomiczne. Organizm człowieka stanowi anatomiczną i funkcjonalną całość, jednak w celu usystematyzowania anatomii został podzielony na pewne partie. Przy szczegółowym opisywaniu narządu ruchu rozpatrujemy więc kończynę górną, kończynę dolną, tułów, głowę.